# SERENE
SERENE은 대한민국의 가수다. 2022년 싱글 [My Goodbye]로 데뷔했다.

## 방송
- 우리가 사랑한 그 노래 새가수 (2021) - Top12(9위)

## 음반
- 우리가 사랑한 그 노래, 새가수 Episode 1 (2021)
- 우리가 사랑한 그 노래, 새가수 Episode 7 (2021)
- 우리가 사랑한 그 노래, 새가수 Episode 8 (2021)
- 우리가 사랑한 그 노래, 새가수 MR (2021)
- MERRY FRIENDsMAS (2022)
- My Goodbye (2022)
- 남아, 나만 (2023)